# Saint-Jean-sur-Mayenne
Saint-Jean-sur-Mayenne – miejscowość i gmina we Francji, w regionie Kraj Loary, w departamencie Mayenne.
Według danych na rok 1990 gminę zamieszkiwało 1158 osób, a gęstość zaludnienia wynosiła 65 osób/km² (wśród 1504 gmin Kraju Loary Saint-Jean-sur-Mayenne plasuje się na 514. miejscu pod względem liczby ludności, natomiast pod względem powierzchni na miejscu 652.).